# عبد الرحمن راشد الراشد
عبد الرحمن بن راشد الراشد هو أكاديمي سعودي وعضو في مجلس الشورى السعودي منذ أن تم تعيينه بأمر ملكي في 3 ربيع الأول، 1438هـ الموافق لـ2 ديسمبر 2016م. درس بكالوريوس إدارة أعمال بتخصص إدارة مالية من جامعة سياتل بواشنطن، الولايات المتحدة الأمريكية سنة 1985م.

## الحياة المهنية
- عضو مجلس الشورى اعتباراً من 3/3/1434هـ[2]
- عضو مجلس إدارة ومدير تنفيذي في شركة راشد العبد الرحمن الراشد وأولاده[2]
- رئيس مجلس إدارة الغرفة التجارية الصناعية للمنطقة الشرقية[2]
- عضو مجلس إدارة الغرف العربيـة البريطانية[2]
- عضو مجلس إدارة المؤسسة العامة للتأمينات الاجتماعية[2]
- عضو مجلس إدارة الخطوط الجوية العربية السعودية[2]
- عضو مجلس إدارة الخدمات الأرضية للخطوط الجوية العربية السعودية
- عضو مجلس إدارة البنك السعودي الفرنسي
- عضو مجلس إدارة الشركة العالمية لطلاء المعادن (يونى كويل) – الجبيل
- نائب رئيس مجلس إدارة شركة وادي الظهران للتقنية
- رئيس مجلس إدارة شركة فنادق الدمام المحدودة

## عضويات المجالس واللجان
- رئيس لجنة أصدقاء الهلال الأحمر بالمنطقة الشرقية[2]
- عضو مجلس إدارة جمعية المعاقين بالمنطقة الشرقية[2]
- عضو اللجنة التنفيذية لكلية الأمير سلطان بن عبد العزيز لذوي الإعاقة البصرية
- عضو مجلس أمناء مركز جلوي بن عبد العزيز بن مساعد لتنمية الطفل
- عضو مجلس التنمية السياحية بالمنطقة الشرقية
- عضو مجلس إدارة الصندوق الوقفي بجامعة الملك فهد للبترول والمعادن
- عضو مجلس أمناء جامعة الأمير محمد بن فهد

## وصلات خارجية
- موقع مجلس الشورى السعودي الرسمي.
- معرض صور مجلس الشورى السعودي[وصلة مكسورة].